# Laurent Fignon
Laurent Fignon (París, 1960 - París, 2010) va ser un ciclista professional francès que va guanyar el Tour de França el 1983 i el 1984. El 1989 va guanyar el Giro d'Itàlia i va quedar en segon lloc en el Tour de França.
Va debutar en el ciclisme professional en el 1982, als 22 anys, després de més de 50 victòries com a aficionat i, a l'any següent, es va veure al cim del ciclisme internacional, guanyant el Tour de França de 1983, i convertint-se en el ciclista més jove en guanyar el Tour des de 1933.
Amb les seves ulleres rodones i la seva cua de cavall, la imatge de Fignon era un gran contrast amb la imatge de duresa d'Hinault, per això es va guanyar el renom d'El Professor. El 1984, Hinault va canviar d'equip, però finalment Fignon va guanyar el Tour.
Malgrat això, la sort no el va acompanyar en les següents participacions. Una lesió de genolls significava que Fignon es perdria l'edició del 1985, i a més no va acabar les curses del 1986 i del 1988.
Però va guanyar la Milà-Sanremo dues vegades (1988, 1989) i el Giro d'Itàlia el 1989.
El seu espectacular palmarès es va veure perjudicat en dues ocasions, per controls antidopatge que van donar positius per amfetamines, el 1987 després del GP de Wallonie i el 1989 després del GP d'Eindhoven.
Després de la seva retirada, Fignon es va involucrar en l'organització de curses ciclistes com la París-Niça. Seguidament, Fignon va continuar organitzant curses de menor entitat, com la París-Corrèze, va ser comentarista del Tour de França a France 2 i va dirigir el Centre Laurent Fignon a la localitat de Banhèras de Bigòrra.
L'11 de juny de 2009, coincidint amb la promoció del llibre Nous Etions Jeunes et Insouciants (Érem joves i inconscients), Fignon va informar que se li havia diagnosticat un càncer intestinal en estat avançat, en fase de metàstasi que es va estendre fins al pàncrees. Segons els doctors, el càncer no estaria directament relacionat amb les substàncies dopants preses durant la seva carrera professional. Finalment, el 31 d'agost de 2010 va morir a París a l'edat de 50 anys perquè no va poder superar la malaltia.
El seu pensament el resumeix bé la seva cita: "Dues coses conforten als homes en les vicissituds de l'existència: la literatura, que els homes han inventat per fer-los creure que la intel·ligència i el destí dels altres són accessibles per a tothom, i la bicicleta, que l'home ha imaginat per demostrar que la plenitud terrenal pot ser d'aquest món".

## Palmarès
- 1982
  - 1r al Critèrium Internacional
  - 1r de la Flèche Azuréenne
  - 1r del Gran Premi de Cannes
  - 1r a Garancières
  - Vencedor d'una etapa al Tour de Valclusa
- 1983
  -  1r al Tour de França, vencedor d'una etapa i  1r de la Classificació dels joves
  - 1r al Gran Premi de Plumelec
  - 1r a Fontenay-sous-Bois
  - 1r a Château-Chinon
  - 1r a Vailly
  - 1r al Circuit de l'Aulne
  - 1r a Mael-Pestivien
  - 1r a Deurne
  - Vencedor del pròleg del Tour d'Armòrica
  - Vencedor d'una etapa de la Volta a Espanya
  - Vencedor d'una etapa de la Tirrena-Adriàtica
  - Vencedor d'una etapa del Critèrium Internacional
  - Vencedor d'una etapa del Tour del Llemosí
- 1984
  -  Campió de França en ruta
  -  1r al Tour de França i vencedor de 5 etapes
  - 1r a Loudéac
  - 1r a Egmond-aan-Zee
  - 1r a Ussel
  - 1r a Castillon-la-Bataille
  - Vencedor d'una etapa del Giro d'Itàlia,  1r del Gran Premi de la Muntanya i 2n de la classificació general
  - Vencedor de 2 etapes del Tour de Romandia i de la Regularitat
  - Vencedor d'una etapa al Clàssic RCN
- 1985
  - 1r a la Setmana ciclista internacional i guanyador d'una etapa
  - Vencedor del pròleg de l'Étoile de Bessèges
  - Vencedor del pròleg del Tour del Migdia-Pirineus
- 1986
  - 1r a la Fletxa Valona
  - 1r a Ormes
  - 1r a Chaumeil
  - 1r a Schoonderbuken
  - 1r del Bol d'Or des Monédières
  - Vencedor d'una etapa de la Dauphiné Libéré
- 1987
  - Vencedor de 2 etapes París-Niça i 3r de la classificació general
  - Vencedor d'una etapa de la Volta a Espanya i 3r de la classificació general i guanyador de la Classificació de la combinada
  - Vencedor d'una etapa del Tour de França
  - Vencedor d'una etapa de la Volta als Països Baixos
  - Vencedor d'una etapa de la Volta a Luxemburg
  - 1r a Emmen
  - 1r a Montoire
- 1988
  - 1r a la Milà-San Remo
  - 1r al Tour de l'Avenir
  - 1r a la París-Camembert
  - Vencedor d'una etapa del Critèrium Internacional
  - 1r del Tour de la CEE i guanyador d'una etapa
  - 1r de Paris-Vimoutiers
  - Vencedor del pròleg i d'una etapa de la Ruta del Sud
- 1989
  -  1r al Giro d'Itàlia i vencedor d'una etapa
  - 1r a la Milà-San Remo
  - 1r al Gran Premi de les Nacions
  - 1r a la Polynormande
  - 1r de la Volta als Països Baixos
  - 1r al Trofeu Baracchi (amb Thierry Marie)
  - Vencedor d'una etapa del Tour de França i 1r del Premi de la Combativitat 
  - 1r del Critérium des As
  - 1r al Gran Premi Baden-Baden (amb Thierry Marie)
  - 1r de la Ronde d'Aix-en-Provence
  - 1r a Almelo
  - 1r a Orléans
  - 1r a Saint-Martin de Landelles
- 1990
  - 1r al Critèrium Internacional
  - 1r als Sis dies de Grenoble (amb Laurent Biondi)
  - 1r a Nanno
  - 1r a Dijon
  - 1r a Angers
  - 1r a Vouneuil-sous-Biard
- 1992
  - Vencedor d'una etapa del Tour de França
  - Vencedor d'una etapa del Giro di Puglia
  - 1r a Callac
- 1993
  - 1r de la Ruta Mèxic i guanyador d'una etapa

### Resultats al Tour de França
- 1983.  1r de la classificació general. Vencedor d'una etapa.  1r de la Classificació dels joves. Porta el mallot groc durant 6 etapes
- 1984.  1r de la classificació general. Vencedor de 5 etapes. Porta el mallot groc durant 7 etapes
- 1986. Abandona (13a etapa)
- 1987. 7è de la classificació general. Vencedor d'una etapa
- 1988. Abandona (12a etapa)
- 1989. 2n de la classificació general. Vencedor d'una etapa. Porta el mallot groc durant 9 etapes. 1r del Premi de la Combativitat
- 1990. Abandona (5a etapa)
- 1991. 6è de la classificació general
- 1992. 23è de la classificació general. Vencedor d'una etapa
- 1993. Abandona (11a etapa)

### Resultats al Giro d'Itàlia
- 1982. 15è de la classificació general
- 1984. 2n de la classificació general. Vencedor d'una etapa.  1r del Gran Premi de la Muntanya
- 1989.  1r de la classificació general. Vencedor d'una etapa
- 1990. Abandona
- 1992. 37è de la classificació general

### Resultats a la Volta a Espanya
- 1983. 7è de la classificació general
- 1986. 7è de la classificació general
- 1987. 3r de la classificació general. Vencedor d'una etapa. 1r de la Classificació de la combinada